# Vista Bella
Vista Bella es una localidad del estado mexicano de Michoacán. Es parte del municipio de Pátzcuaro.

## Demografía
| Censo | Población |
| ----- | --------- |
| 2000  | 1918      |
| 2010  | 3040      |
| 2020  | 3528      |